# Danyor
Danyor (in Urdu:دنیور in Lingua Shina: Dayyor) una città nel omonimo Tehsil del distretto di Gilgit nella regione di Gilgit-Baltistan, circa 5 km di distanza dalla città di Gilgit, attraverso il Fiume Gilgit. La città fa parte del omonima valletta che fonde al versante sud del Rakaposhi.

## Attrazioni
Le fonti di acqua vicino al ponte crollato di Danyor, la tomba di Sayyid Sultan Alif, il ponte vecchio di Danyor, cimitero cinese di Danyor, e le incisioni rupestri sono le attrazioni più visitate nella città. 
Il Cimitero cinese si trova vicino all'ospedale "Sehat Foundation" (fondazione Sehat) a fianco della strada di Karakoram (KKH) poi un macigno gigantesco con le iscrizioni nella lingua sanscrita si trova nella periferia della città dal VII/VIII secolo avanti cristo.

## Ambulatorie e cliniche private
La città di Danyor ha le seguenti servizi sanitarie:
- Ospedale Sehhat Foundation
- Ospedale Al-Hayaat[7]